# Campaner (ocell)
Els campaners (Procnias) formen un gènere d'ocells de la família dels cotíngids (Cotingidae) que habita la selva humida neotropical des d'Amèrica Central fins al nord-est de l'Argentina.

## Llistat d'espècies
S'han descrit quatre espècies dins aquest gènere :
- Procnias albus - campaner blanc.
- Procnias tricarunculatus - campaner tricarunculat.
- Procnias nudicollis - campaner collnú.
- Procnias averano - campaner barbat.